# Hyalolaena tschuiliensis
Hyalolaena tschuiliensis är en flockblommig växtart som först beskrevs av Pavlova och Jevgenij Korovin, och fick sitt nu gällande namn av Pimenov och Kljuykov. Hyalolaena tschuiliensis ingår i släktet Hyalolaena och familjen flockblommiga växter. Inga underarter finns listade i Catalogue of Life.